# Antiolampi
Antiolampi är en sjö i kommunen Savitaipale i landskapet Södra Karelen i Finland. Arean är 45 hektar och strandlinjen är 2,92 kilometer lång. Sjön  ingår i Vuoksens huvudavrinningsområde.   Den ligger omkring 39 kilometer nordväst om Villmanstrand och omkring 190 kilometer nordöst om Helsingfors. 